# Els zozòs
 Els zozòs (títol original francès: Les Zozos ) és una pel·lícula de Pascal Thomas dirigida el 1973. Ha estat doblada al català.

## Argument
Frédéric i François són dos joves alumnes d'institut en internat. Amics de dues joves franceses no bastant atrevides pel seu gust, que anomenen "les pixades", i envoltats a l'internat d'una quadrilla de joves pretensiosos a punt per explicar qualsevol anècdota per tal de passar per seductors, es posen al cap anar a Suècia en autoestop per tal de descobrir dones més fàcils que les franceses, i de poder explicar als camarades d'internat les seves nombroses conquestes. Però verdaders tontents tot just acabats de sortir del seu niu, abordaran amb timidesa i indecisió el seu nou paper de lligar.

## Repartiment
- Frédéric Duru: Frédéric
- Edmond Raillard: François
- Virginie Thévenet: Martine
- Annie Colé: Elisabeth
- Jean-Marc Cholet: Paringaux
- Jean-Claude Antezack: Vénus
- Patrick Colé: Raymond
- Thierry Robinet: Thomas
- Patrick Tremblin: La Musique
- Caroline Cartier: Nelly
- Daniel Ceccaldi: L'oncle Jacques
- Jacques Debary: el supervisor general
- Serge Rousseau: el professor
- Birgitta Klerk: La filla del Pastor
- Marie-Louise Donner: Marie-Louise